# Alligatorkraut
Das Alligatorkraut (Alternanthera philoxeroides) ist eine Pflanzenart in der Familie der Fuchsschwanzgewächse (Amaranthaceae). Diese Wasser- und Sumpfpflanze ist ursprünglich in Südamerika beheimatet. Sie gilt in vielen Gebieten der Welt als invasive Pflanze.

## Beschreibung

### Erscheinungsbild und Blatt
Das Alligatorkraut wächst als ausdauernde krautige Pflanze. Es gedeiht als Wasser- und Sumpfpflanze aquatisch bis halbterrestrisch und bildet bis zu 5 Meter lange, kriechende Stolonen und formt so oft Matten. Die hohlen Stängel sind 55 bis 120 cm lang und verzweigt. Junge Stängel sowie die Blattachseln sind weiß behaart und ältere Stängel sind kahl.
Die gegenständig am Stängel angeordneten Laubblätter sind gestielt oder sitzend. Wenn ein Blattstiel vorhanden ist, dann ist er 3 bis 10 mm lang und kahl oder leicht behaart. Die krautige einfache Blattspreite ist bei einer Länge von 2,5 bis 7 cm und einer Breite von 0,5 bis 2 cm mehr oder weniger schmal elliptisch, verkehrt-lanzettlich, länglich, länglich-verkehrt-eiförmig oder eiförmig-lanzettlich mit verschmälertem Spreitengrund sowie spitzem oder stumpfem oberen Ende, das stachelspitzig ist. Der Spreitenrand ist glatt. Die Blattfläche ist kahl oder bewimpert und die Blattoberseite ist borstig behaart.

### Blütenstände und Blüten
Das Alligatorkraut blüht in der warmen Jahreszeit, beispielsweise in China von Mai bis Oktober. Meist seitenständig oder selten endständig über Blütenstandsschäften stehen bei einem Durchmesser von 0,8 bis 1,7 cm kugelförmige Blütenstände. Die häutigen und haltbaren Trag- und Deckblätter sind weiß und besitzen ein zugespitztes oberes Ende. Die Tragblätter sind bei einer Länge von 2 bis 2,5 mm weniger als halb so lang wie die Blütenhüllblätter sowie eiförmig. Die Deckblätter sind bei einer Länge von etwa 2 mm lanzettlich.
Die zwittrigen Blüten sind radiärsymmetrisch. Die fünf gleichen, weißen, glänzenden, häutigen, kahlen Blütenhüllblätter sind bei einer Länge von 5 bis 6 mm lanzettlich oder länglich mit einem spitzen oberen Ende. Es sind fünf Staubblätter vorhanden. Die 2,5 bis 3 mm langen Staubfäden sind an ihrer Basis becherförmig verwachsen. Die länglich-linealen oder zungenförmigen Pseudostaminodien sind etwa so lang wie die Staubblätter. Der kurzgestielte Fruchtknoten ist eiförmig und abgeflacht.

### Vermehrung
Früchte und Samen wurden an Exemplaren außerhalb des Ursprungsgebietes nicht beobachtet; man vermutet, dass sie sich – zumindest die neophytischen Bestände – ausschließlich vegetativ vermehren.

### Chromosomenzahl
Die Chromosomenzahl beträgt 2n = 100.

## Vorkommen
Das weite, ursprünglich südamerikanische Verbreitungsgebiet von Alternanthera philoxeroides umfasst Französisch-Guyana, Guyana, Surinam, Venezuela, Brasilien, Bolivien, Peru, das nördliche Argentinien, Paraguay und Uruguay. Das Alligatorkraut hat sich in vielen Teilen der Welt als Neophyt ausgebreitet und gilt in Australien, der Volksrepublik China, Taiwan, Neuseeland, Thailand, auf den Karibischen Inseln und in den USA als invasive Pflanze. Auch die Europäische Union hat die Art im Jahr 2017 auf die Liste invasiver gebietsfremder Arten von unionsweiter Bedeutung gesetzt.
Das Alligatorkraut wird im zentralen China, auf Java, Kalimantan und in Louisiana angebaut.

## Wirtschaftliche Kosten
Das Alligatorkraut wird in einer Studie des Leibniz-Instituts für Gewässerökologie und Binnenfischerei (IGB) und des Institute for Global Food Security der irischen Queen’s University Belfast auf Platz 5 der kostenintensivsten invasiven Wasserpflanzen gelistet. Weitere besonders hohe wirtschaftliche Kosten verursachende Arten sind in absteigender Reihenfolge die Dickstielige Wasserhyazinthe (Pontederia crassipes), der Blutweiderich (Lythrum salicaria), die Grundnessel (Hydrilla verticillata), das Salzschilfgras (Sporobolus cynosuroides), die Grünalgenart Caulerpa taxifolia, das Englische Schlickgras (Sporobolus alterniflorus), der Große Wassernebel (Hydrocotyle ranunculoides), die Kanadische Wasserpest (Elodea canadensis) und der Große Algenfarn (Azolla filiculoides). Insgesamt wurde der weltweite wirtschaftliche Schaden durch invasive Wasserpflanzen für den Zeitraum von 1975 bis 2020 auf mehr als 32 Milliarden US-Dollar summiert.

## Taxonomie
Diese Art wurde 1825 unter dem Namen (Basionym) Bucholzia philoxeroides durch Carl Friedrich Philipp von Martius in Novorum Actorum Academiae Caesareae Leopoldinae-Carolinae Naturae Curiosorum, Band 13 (1), S. 107 erstbeschrieben. August Grisebach stellte sie 1879 in Abhandlungen der Königlichen Gesellschaft der Wissenschaften zu Göttingen, Band 24, S. 36 in die Gattung Alternanthera. Weitere Synonyme für Alternanthera philoxeroides (Mart.) Griseb. sind: Achyranthes philoxeroides (Mart.) Standl., Alternanthera philoxeroides fo. angustifolia Suess., Alternanthera philoxeroides var. acutifolia (Mart.) Hicken, Alternanthera philoxeroides var. lancifolia Chodat, Alternanthera philoxeroides var. luxurians Suess., Alternanthera philoxeroides var. obtusifolia (Mart.) Hicken, Bucholzia philoxeroides var. acutifolia Mart., Bucholzia philoxeroides var. obtusifolia Mart., Telanthera philoxeroides (Mart.) Moq., Telanthera philoxeroides var. acutifolia (Mart.) Moq., Telanthera philoxeroides var. denticulata Seub. in C.Martius, Telanthera philoxeroides var. linearifolia Chodat, Telanthera philoxeroides var. obtusifolia (Mart.) Moq., Telanthera philoxeroides var. obtusifolia Moq., Telanthera philoxeroides var. phyllantha Seub. in C.Martius. Das Artepitheton philoxeroides leitet sich von den griechischen Wörtern phil(o), „xer“ für trocken und „oid“ für „die Form haben wie“ ab, eine mögliche Deutung ist etwa: diese Art „sieht wie eine Landpflanze aus“.